# Real Club España
Real Club España is een Mexicaanse sportclub uit Mexico-Stad. De club is actief in onder andere roeien en tennis. Vroeger had de club ook een zeer succesvolle voetbalafdeling.

## Voetbal
De club werd in 1912 opgericht als Espanã FC en won twee jaar later al de titel. In 1919 werd de naam Real Club España aangenomen. In het amateurtijdperk kon de club 14 titels binnen halen. In het eerste profseizoen in 1943/44 eindigde de club samen met Asturias FC bovenaan, maar moest de titel in de beslissende fase aan Asturias laten. Een jaar later won de club wel nog de titel. In 1950 trok de club zich terug uit het profvoetbal.

### Erelijst
Landskampioen
1943/44
Amateurkampioen
1913-14, 1914-15, 1915-16, 1916-17, 1918-19, 1919-20, 1920-21, 1921-22, 1923-24, 1929-30, 1933-34, 1935-36, 1939-40, 1941-42
Beker van Mexico
1914-15, 1916-17, 1917-18, 1918-19, 1943-1944